# Ludvig V av Bayern
Ludvig Brandenburgaren, tyska: Ludwig der Brandenburger, född i maj 1315, död 18 september 1361 i Zorneding nära München, var som Ludvig V av Bayern hertig av Oberbayern och som Ludvig I eller Ludvig den äldre markgreve av Brandenburg samt greve av Tyrolen. Han var medlem av huset Wittelsbach, som äldste son till den tysk-romerske kejsaren Ludvig IV och hans hustru drottning Beatrix av Schlesien.

## Biografi

### Regering som markgreve i Brandenburg
Ludvig V:s regeringstid präglades av rivaliteten mellan huset Wittelsbach, huset Habsburg och huset Luxemburg i kampen om den tysk-romerska kejsarkronan. Efter att ha segrat mot den habsburgske motkungen Fredrik den sköne hade den wittelsbachske Ludvig IV "Bayraren" gripit makten i riket. Ludvig IV:s äldste son, Ludvig V "Brandenburgaren", utnämndes av Ludvig IV  till markgreve av Brandenburg redan 1323, vilket ökade huset Wittelsbachs släktterritorrier på bekostnad av huset Askanien. Den unge markgreven Henrik II av Brandenburg hade 1320 avlidit utan arvingar, och hans anhaltske släkting Rudolf I av Sachsen-Wittenberg tilläts inte ärva Henrik II, utan Brandenburg drogs istället in till kronan och förlänades av Ludvig IV till sonen. Som förmyndare och ståthållare i Brandenburg fungerade fram till 1330 greve Berthold VII av Henneberg-Schleusingen. Ludvig V gifte sig 1324 med prinsessan Margareta av Danmark (1305–1340), dotter till kung Kristoffer II av Danmark, för att befästa huset Wittelsbachs maktposition i norr.
Regeringstiden i Brandenburg präglades från början av spänningar. 1325 slog borgarna i Berlin-Cölln ihjäl prosten Nikolaus von Bernau, en anhängare till påven i kampen mellan kejsaren och påven, och som en reaktion på detta utdömde påven ett interdikt över städerna. Som en följd av interdiktet startade det pommersk-brandenburgska kriget. Ludvig V förlorade slaget vid Kremmer Damm norr om Kremmen 1332 och övertalades av sin far att sluta fred och därmed ge upp sina anspråk på Pommern. 1338 deltog Ludvig vid kurfurstarnas Rhensedeklaration, som stärkte kejsarens ställning i maktkampen med påven.
Med hjälp av Johan III av Holstein kunde Ludvig 1340 medverka till att sätta sin svåger Valdemar Atterdag på den danska tronen. Även efter hustrun Margaretas död 1340 kunde Ludvig behålla de goda relationerna till det danska hovet, och dubbade 1347 personligen Valdemar Atterdag till riddare.
Från 1342 uppehöll sig Ludvig huvudsakligen i Bayern och Tyrolen och lät sina ståthållare regera Brandenburg. En av dessa var borggreven Johan II av Nürnberg (1345), som senare betecknades som den förste medlemmen av huset Hohenzollern som styrde Brandenburg. 1335/1336 och 1346/1347 deltog Ludvig i Tyska ordens korståg i Preussen.

### Regent i grevskapet Tyrolen

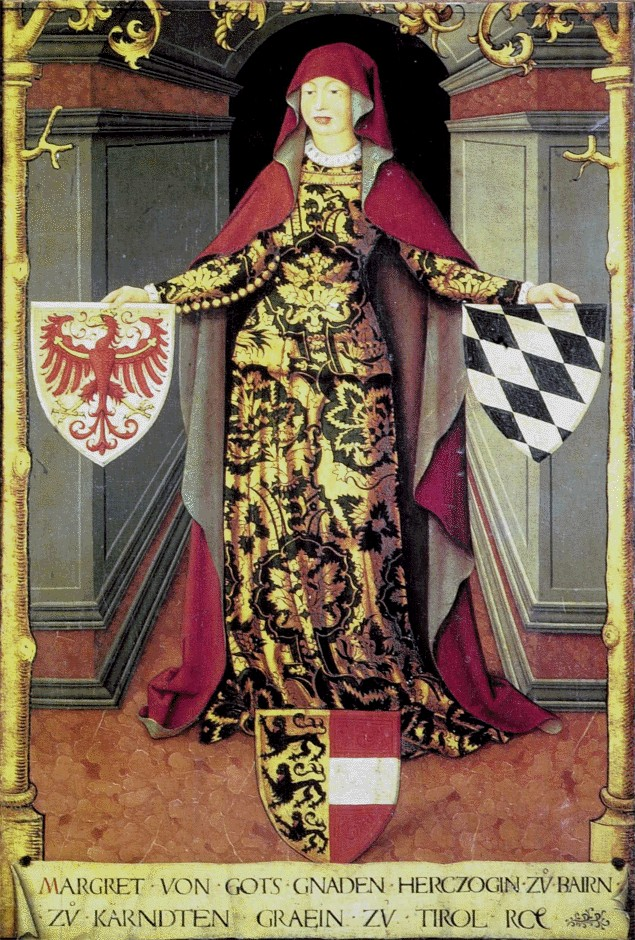
Margareta av Tyrolen

Efter hustrun Margareta av Danmarks död gifte Ludvig om sig den 10 februari 1342 med Margareta av Tyrolen i Meran, i kejsarens närvaro, och Tyrolen kom därigenom inom huset Wittelsbachs territorier, men regerades i Margaretas namn. Margareta av Tyrolen hade dock inte beviljats annullering av äktenskapet med sin förste man, den luxemburgske markgreven Johan Henrik av Mähren, av påven Clemens VI. Johan Henrik hade fördrivits ur Tyrolen av Margareta i november 1341. När Margareta och Ludvig, som dessutom var blodssläktingar av tredje graden, gifte sig utan påvens godkännande, lyste därför påven paret i bann och uttalade ett interdikt över Tyrolen. Samtida krönikörer som Marsilius av Padua och William av Ockham försvarade äktenskapet som blev en stor samtida skandal. Paret fick flera barn.
Ludvig V kunde trots motstånd från adeln och biskoparna av Brixen (Bressanone) och Trient (Trento) hävda sin ställning som regent i Tyrolen. I det så kallade Stora tyrolska frihetsbrevet 1342 bekräftade Ludvig och hans far kejsaren Tyrolenbornas traditionella rättigheter och friheter.
Sommaren 1346 valdes Karl IV av huset Luxemburg till motkung med stöd av påven. I striden mellan Karl och Ludvig IV kunde Ludvig V tillsammans med hustrun slå tillbaka ett angrepp från Karl IV mot slottet Tirol. Vid Karl IV:s återtåg ur Tyrolen brändes städerna Meran (Merano) och Bozen (Bolzano).

### Hertig av Bayern och konflikter med huset Luxemburg

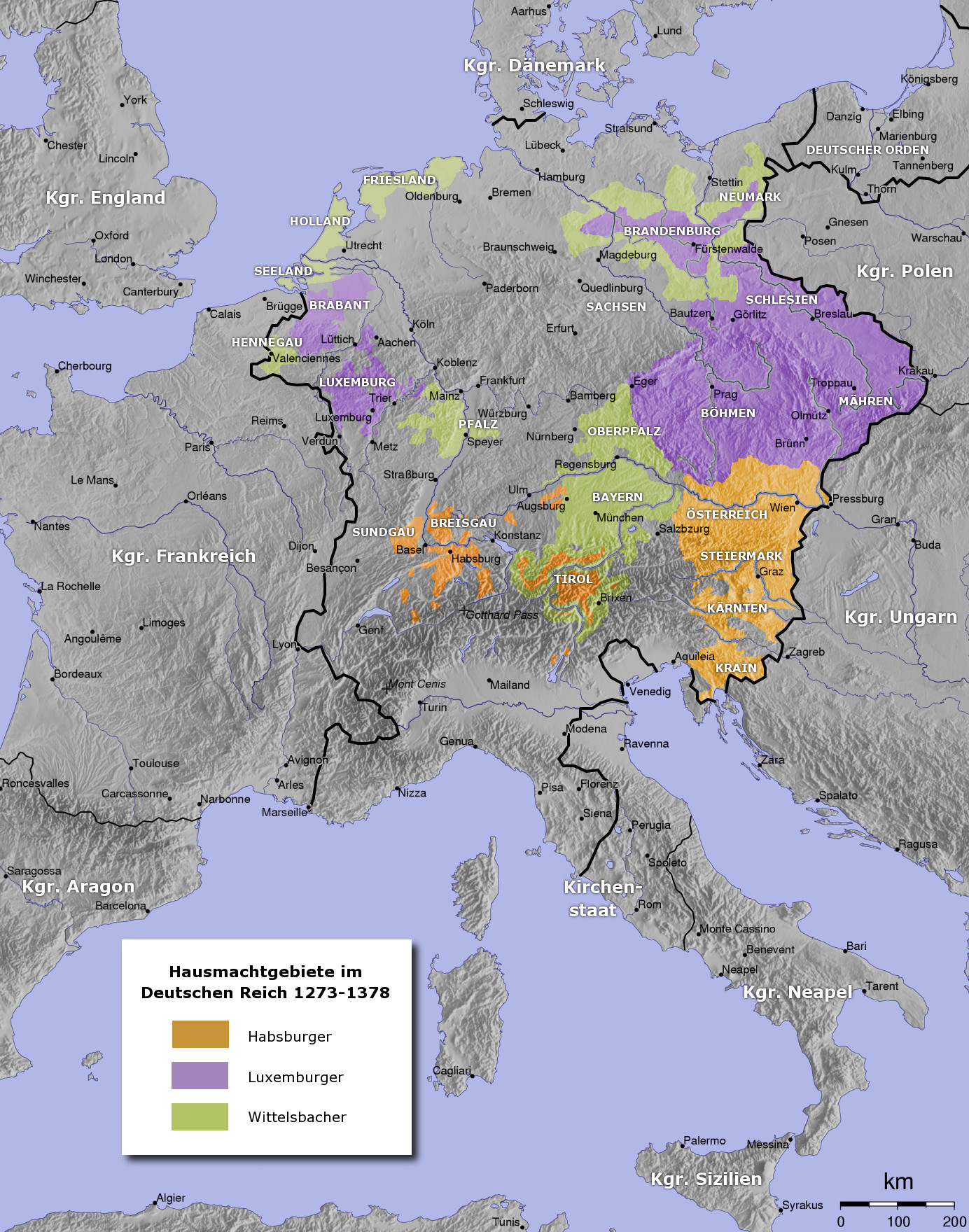
Tysk-romerska riket i mitten av 1300-talet. 1363 tillföll Tyrolen huset Habsburg, 1373 förlorade huset Wittelsbach även Brandenburg. 1433 införlivades huset Wittelsbachs nederländska domäner i Hertigdömet Burgund.

I oktober 1347 efterträdde Ludvig V sin far som hertig av Bayern, och regerade Bayern gemensamt med sina fem yngre bröder. Bröderna regerade även de nederländska grevskapen Holland, Zeeland och Hennegau (Hainaut). 
Genom påvens bannlysning kunde Ludvig V inte personligen komma i fråga som efterträdare till fadern som tysk-romersk kejsare, men lanserade sin fars allierade kung Edvard III av England som motkung.
Den 10 januari 1348 valdes Edvard III i Lahnstein till motkung, men avstod sina tronanspråk redan den 10 maj samma år. Förhandlingarna om att lansera Ludvigs svåger Fredrik II av Meissen som motkandidat strandade till slut. Huset Wittelsbach enades till slut bakom Günther XXI av Schwarzburg-Blankenburg som motkandidat, men misslyckades med att driva igenom hans anspråk då Günther avled i juni 1349. Ludvig V kunde dock försvara huset Wittelsbachs territoriella landvinningar under Ludvig IV mot Karl IV. 
I Markgrevskapet Brandenburg kom den "falske Valdemar"  1348 att förlänas av kung Karl IV med markgrevskapet, vilket skärpte konflikten mellan huset Wittelsbach och huset Luxemburg. I Brandenburg utkämpades hårda strider och ödeläggelsen på grund av kriget blev omfattande. På borgen i Spandau hyllade 36 brandenburgska städer den falske Valdemar som markgreve 1349. Efter att Ludvig genom sin allians med Danmark och Pommern lyckats återta kontrollen över Brandenburg, gav Karl IV upp sitt inflytande över Brandenburg 1350 genom fördraget i Bautzen. 1350 avslöjades den falske Valdemar som en bedragare, men behöll fortfarande en stor del av sina följare.
1349 delades de bayerska arvländerna i fördraget i Landsberg; Ludvig V och hans bröder Ludvig VI och Otto V fick Oberbayern, Stephan II, Vilhelm I och Albrekt I fick Niederbayern och grevskapen i Nederländerna. Från 1351 regerade Ludvig V Oberbayern ensam, och förenade hovkanslierna i Bayern och Tyrolen till en organisation, med München och Meran som residensstäder.
1349 och 1352 utfärdade Ludvig V två regleringar av ekonomin i hans territorier, med avsikt att minska följderna av Digerdöden, och visade fallenhet för administrationen. Vid en tidigare pogrom 1285 hade större delen av den judiska befolkningen i München mördats. Medan Karl IV nu inte ingrep vid den blodiga fördrivningen av judar från Nürnberg under pestepidemin 1349, tillät Ludvig V den 18 juni 1352 judar att åter slå sig ned i Oberbayern under hans beskydd som länsherre.

### Avstående av markgrevskapet Brandenburg och strid om kurfurstetiteln

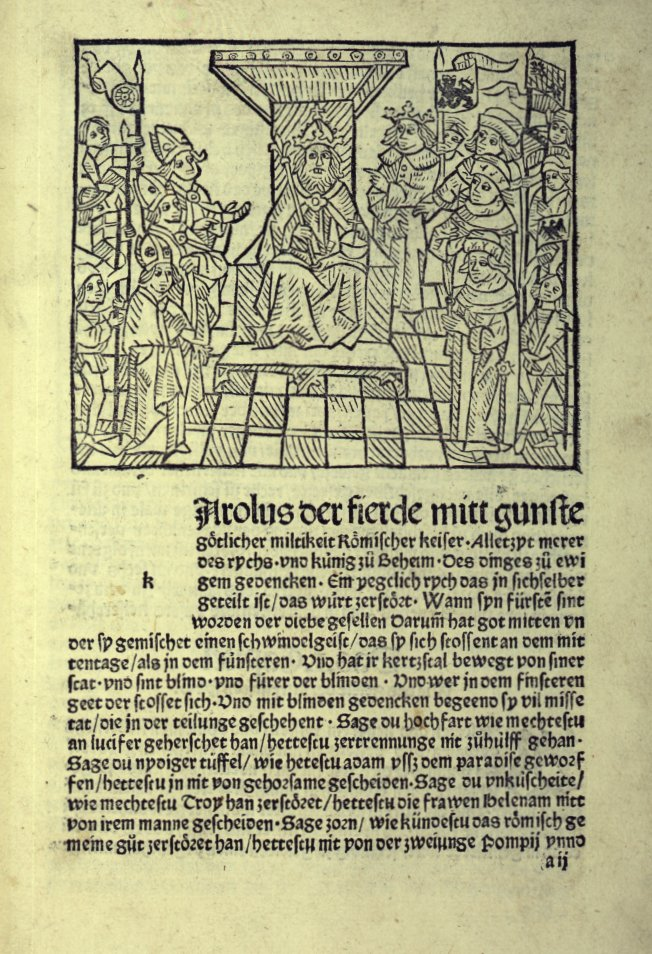
1400-talstryck av Karl IV:s gyllene bulla från 1356. Illustrationen visar kejsaren med de sju kurfurstarna: till vänster ärkebiskoparna av Köln, Mainz och Trier, och till höger kungen av Böhmen, pfalzgreven vid Rhen samt hertigen av Sachsen och markgreven av Brandenburg.

I december 1351 gav Ludvig, som sedan länge låg i konflikt med Brandenburgs adel, upp markgrevetiteln och överlämnade regeringen i Brandenburg till sina yngre bröder Ludvig VI "Romaren" och Otto V genom fördraget i Luckau. Ludvig behöll sin titel som kurfurste och den ceremoniella titeln som kejserlig ärkekammarherre, och avsåg att utöva sin rätt att välja kejsaren tillsammans med bröderna. Genom Karl IV:s gyllene bulla 1356 fastslogs dock att ämbetet och kurfurstetiteln i all framtid skulle vara knuten till den regerande markgreven av Brandenburg, så att Ludvig Romaren därmed övertog titeln.
Huset Wittelsbachs bayerska gren åsidosattes också i den gyllene bullan genom att den andra ärftliga kurfurstetiteln knöts till pfalzgreven vid Rhen, som blev ärkedrots. Ludvig V deltog inte själv i hovdagarna i Nürnberg där den gyllene bullan beslutades.

### Förbund med huset Habsburg
Ludvig V hade goda förbindelser med huset Habsburg, som 1356 även de gick tomhänta ur fördelningen av kurfurstetitlarna. Ludvig pantsatte tidvis delar av Oberbayern till habsburgarna för att reglera sina skulder. Efter den andra belägringen av Zürich av hertig Albrekt II av Österrike verkade Ludvig som medlare mellan parterna och freden den 1 september 1352 är känd under hans namn. Genom huset Habsburgs medling kunde Ludvig V och hans hustru Margareta av Tyrolen slutligen lösas från sin bannlysning av biskopen Paul von Jägerndorf, i samband med att deras son Meinhard III gifte sig i juni 1359 med Margareta av Österrike, dotter till Albrekt II. På så sätt kunde slutligen Ludvigs äktenskap och hans barns arvsrätt bekräftas, tio år efter att Margareta av Tyrolen skiljts från sin man.
Ludvig V avled oväntat i september 1361 på resa mellan Tyrolen och München i orten Zorneding, som sedan dess bär hans vapensköld i sitt vapen. Han begravdes i Frauenkirche i München och efterträddes av sin son Meinhard III som hertig av Oberbayern och greve av Tyrolen. När Meinhard avled redan 1363, övergick Tyrolen åter till att styras av Ludvigs änka Margareta av Tyrolen, som enligt ett arvsfördrag med huset Habsburg lämnade Tyrolen i arv till Rudolf IV av Österrike. Ludvigs territorier i Oberbayern ärvdes av hans bror hertig Stefan II av Bayern-Landshut.

## Familj
Ludvig V gifte sig 30 november 1324 på Vordingborgs slott med prinsessan Margareta av Danmark (1305–1340), dotter till kung Kristoffer II av Danmark och drottninggemålen Eufemia av Pommern. Paret fick en dotter, Elisabet.
Den 10 februari 1342 ingick Ludvig V sitt andra äktenskap, med grevinnan Margareta av Tyrolen (1318–1369) på Tirols slott. Paret fick fyra barn:
- Hermann (1343–1360)
- Meinhard III, (1344–1363), hertig av Oberbayern och greve av Tyrolen, gift 1359 i Passau med Margareta av Österrike (1346–1366), dotter till hertig Albrekt II av Österrike och Johanna av Pfirt
- dotter
- dotter

Margareta var dessförinnan gift sedan 1330 med markgreve Johan Henrik av Mähren av huset Luxemburg. Detta äktenskap förklarades ofullbordat av kejsar Ludvig IV 1341 och annullerades av påven Innocentius VI 1359.